# ماركوس فرناندو نانغ
ماركوس فرناندو نانغ (16 مارس 1969 في البرازيل – )؛ هو لاعب كرة قدم سابق كان يلعب كمهاجم.

## وصلات خارجية
- ماركوس فرناندو نانغ على موقع رابطة كرة القدم اليابانية للمحترفين (اليابانية)
- ماركوس فرناندو نانغ على موقع قاعدة بيانات كرة القدم.إي يو (الإنجليزية)
- ماركوس فرناندو نانغ على موقع عالم كرة القدم.نت (الإنجليزية)